# Neocteniza chancani
Espèce
Neocteniza chancani est une espèce d'araignées mygalomorphes de la famille des Idiopidae.

## Distribution
Cette espèce est endémique de la province de Córdoba en Argentine. Elle a été découverte à Chancaní

## Description
Le mâle holotype mesure 10,68 mm.

## Étymologie
Son nom d'espèce lui a été donné en référence au lieu de sa découverte, la réserve provinciale de Chancaní.

## Publication originale
- Goloboff & Platnick, 1992 : New spiders of the mygalomorph genus Neocteniza (Araneae, Idiopidae). American Museum Novitates, no 3054, p. 1-9 (texte intégral).